# サイサン
株式会社サイサン（英: Saisan Co.,Ltd.）は、さいたま市大宮区に本社を置く企業。Gas One、Water One、Ene Oneのブランドで家庭向けにLPガス、宅配水、新電力（2016年4月から）、新都市ガスのサービスを行うほか、産業用・医療用ガスの供給を行う。関連会社においては液化天然ガス（都市ガス）の供給も行っている。

## 主な事業
- 家庭用

Gas Oneブランドで、家庭用LPガスの供給を行う。埼玉県上尾市のガスワンパーク上尾は、内陸型としては日本最大級の充填施設である。
Water Oneブランドで、宅配水サービスを行う。
Ene Oneブランドで、電力小売事業を行う。（2016年4月から）
- 産業用

燃料ガスのほか、酸素・窒素・アセチレン・アンモニア・アルゴン・二酸化炭素・水素、冷媒用・溶接用・分析用ガスなどを取り扱う。
- 医療用

医療用酸素・窒素・笑気ガス、ガス供給設備・在宅医療・医療機器などを取り扱う。

## 沿革
- 1945年10月21日 - 川本二郎、埼玉県川越市に埼玉酸素販売所を創業。
- 1954年9月20日 - 会社設立。
- 1955年4月 - 現本社地に充填工場を新設。
- 1967年6月 - 静岡県に、大井川港LPガスセンターを建設。
- 1970年9月 - 株式会社サイサンに社名変更。
- 2003年7月 - Gas Oneブランド導入。上尾市にガスワンパーク上尾開設。

## 事業所・営業所
- 本社 - 埼玉県さいたま市大宮区
- 支店 - 埼玉支店・北関東支店・南関東支店・東北支店・中部支店・四国支店・九州支店
- ガスセンター

ガスワンパーク上尾（埼玉県上尾市）
ガスワンパーク磐田（静岡県磐田市）
伊奈高圧ガスセンター（埼玉県北足立郡伊奈町）
- 営業所

産業ガス部（20営業所）
医療ガス部（12営業所）
埼玉支店 (18営業所)
北関東支店（25営業所）
南関東支店（14営業所）
東北支店（17営業所）
中部支店（30営業所）
四国支店（1営業所）
九州支店（1営業所）

## イメージキャラクター
- ギャートルズ（ガスワン）
- 黒田有彩（2011年-、ガスワン・ウォーターワン）
- 泉ピン子（2015‐、エネワン）

## 関連会社
- 都市ガス

伊奈都市ガス（埼玉県）
東京ガスファーストエナジー（埼玉県）
熱海ガス（静岡県）
常磐共同ガス（福島県）
鬼怒川ガス（栃木県）
- LPガス

グリーンガス（埼玉県）
嵐山ガス（埼玉県）
関東LPガス保安点検センター（埼玉県）
サイサンガステクノ（埼玉県）
南遠ガス（静岡県）
静岡県LPガス保安サービス（静岡県）
- 保険

サイサンライフ（埼玉県）
- 天然水

ウォーターワン（山梨県）
- 子会社

いちたかガスワン

## 主な広告活動

### 時報
- NACK5でラジオ時報CMを行っている。詳細は外部リンク参照。なお、茨城放送は2019年3月まで時報CMを流した。

### 一社提供番組
- ガスワンpresents 田中みな実 あったかタイム（TBSラジオ）

### 提供番組
- 出川一茂ホラン☆フシギの会（テレビ朝日）